# Bahnhof Nishi-Ōyama
Der Bahnhof Nishi-Ōyama (jap. 西大山駅, Nishi-Ōyama-eki) befindet sich in der Stadt Ibusuki in der Präfektur Kagoshima im Süden der japanischen Insel Kyūshū.
Der Bahnhof ist der südlichste Bahnhof in Japan.
Er besitzt einen Bahnsteig mit einem Gleis und kein Empfangsgebäude. Da der Bahnhof unbemannt ist und keine Ticket-Schranken hat, erfolgt die Fahrgelderhebung durch den Triebfahrzeugführer der haltenden Züge im one-man-operation-System (jap. ワンマン, wan-man). Der nahegelegene Bahnhof Yamakawa ist der südlichste bemannte Bahnhof Japans.

## Linien
Nishi-Ōyama wird von folgender Linie bedient:
- JR Kyūshū Ibusuki-Makurazaki-Linie

## Nutzung
Im Jahr 2007 nutzten im Durchschnitt täglich ca. 10 Personen diesen Bahnhof.